# Stenasellus monodi
Stenasellus monodi is een pissebed uit de familie Stenasellidae. De wetenschappelijke naam van de soort is voor het eerst geldig gepubliceerd in 2000 door Guy Magniez.